# Клаузен (Пфальц)
Клаузен (нем. Clausen) — коммуна в Германии, в земле Рейнланд-Пфальц.
Входит в состав района Юго-западный Пфальц. Подчиняется управлению Родальбен. Население составляет 1476 человек (на 31 декабря 2010 года). Занимает площадь 12,46 км².